# Зіньківська міська рада
Зінькі́вська міська́ ра́да— орган місцевого самоврядування Полтавської області.

## Території, підпорядковані раді
- м. Зіньків
- с. Гусаки
- с. Дубівка
- с. Пилипенки
- с. Сиверинівка
- с. Хмарівка

## Особовий склад ради[1]
| Назва партії                           | Всього обрано депутатів |
| -------------------------------------- | ----------------------- |
| Всеукраїнське об'єднання «Батьківщина» | 12                      |
| «Партія Регіонів»                      | 7                       |
| Українська Народна Партія              | 5                       |
| «Народна партія»                       | 2                       |
| «Фронт Змін»                           | 2                       |
| КПУ                                    | 2                       |
| «Сильна Україна»                       | 1                       |
| Всього                                 | 30                      |